# Ada Majmon
Ada Majmon (hebrejsky עדה מימון‎, rodným jménem Ada Fischman; 8. října 1893 – 10. října 1973) byla sionistická aktivistka, izraelská politička a poslankyně Knesetu za stranu Mapaj.

## Biografie
Narodila se ve městě Mărculeşti v tehdejší Ruské říši (pak Rumunsko, dnes Moldavsko). Získala náboženské židovské i civilní vzdělání. V roce 1912 přesídlila do dnešního Izraele. Pracovala zde jako učitelka. V roce 1914 otevřela hebrejskou dívčí školu v Safedu. Roku 1930 založila studijní centrum Ajanot poblíž města Nes Cijona.

## Politická dráha
V mládí se zapojila do sionistického hnutí a do organizace ha-Po'el ha-ca'ir, kde byla v letech 1913–1920 členkou ústředního výboru. V roce 1920 se účastnila konference v Praze, kde se sloučila hnutí ha-Po'el ha-ca'ir a Ce'irej Cijon. Podílela se také na založení odborového svazu Histadrut. V letech 1921–1930 rovněž byla u založení ženského dělnického hnutí. V letech 1946–1947 byla předsedkyní imigračního oddělení odborového svazu Histadrut a byla vyslána do táboru přeživších holokaustu v Německu a do internačních táborů na Kypru. Zasedala ve vedení Mezinárodní ženské sionistické organizace.
V izraelském parlamentu zasedla poprvé už po volbách v roce 1949, kdy kandidovala za Mapaj. Byla členkou výboru pro procedurální pravidla, výboru House Committee a výboru pro ústavu, právo a spravedlnost. Mandát obhájila i ve volbách v roce 1951, kdy opět kandidovala za Mapaj. Byla i členkou parlamentního výboru House Committee, výboru pro ekonomické záležitosti a výboru pro ústavu, právo a spravedlnost.